# Gryllotaurus
Gryllotaurus is een geslacht van rechtvleugeligen uit de familie Anostostomatidae. De wetenschappelijke naam van dit geslacht is voor het eerst geldig gepubliceerd in 1929 door Karny.

## Soorten
Het geslacht Gryllotaurus  is monotypisch en omvat slechts de volgende soort:
- Gryllotaurus bicornis (Karny, 1929)